# Armadelov grimorij
Armadelov grimorij, sažeti kršćanski grimorij iz 17. stoljeća, pisan na francuskom. Grimorij je zapravio zadnji dio francuskog rukopisa "Ključa kralja Salomona" (Les vrais Clavicules du Roi Salomon par Armadel), kojega je, kao posebni grimorij, objavio britanski okultist Samulel L. MacGregor Mathers (1854. – 1918.). Rukopis potječe iz 1625. godine, a čuva se u Bibliotheque d' Arsenala u Parizu.
Grimorij sadrži detaljne opise prirode i službe raznih zlih duhova. Magični pečati, za koje se vjerovalo da daju moć nad zlodusima, a odnose se na različite duhove prikazani su zajedno s opisima i praktičnom primjenom. Knjiga sadrži više od četrdeset čarolija s detaljnim dijagramima i skicama.